# Wariag (1983)
Wariag – radziecki, a następnie rosyjski krążownik rakietowy projektu 1164. Okręt będący trzecią z serii jednostką projektu 1164 wszedł do służby w październiku 1989 roku. Po wejściu do służby znany był jako „Czerwona Ukraina”. W 1992 roku jednostkę nazwano imieniem „Wariag”, dla uczczenia skandynawskich wikingów, Waregów, obecnych w średniowieczu na terenach Europy Wschodniej.

## Projekt i budowa

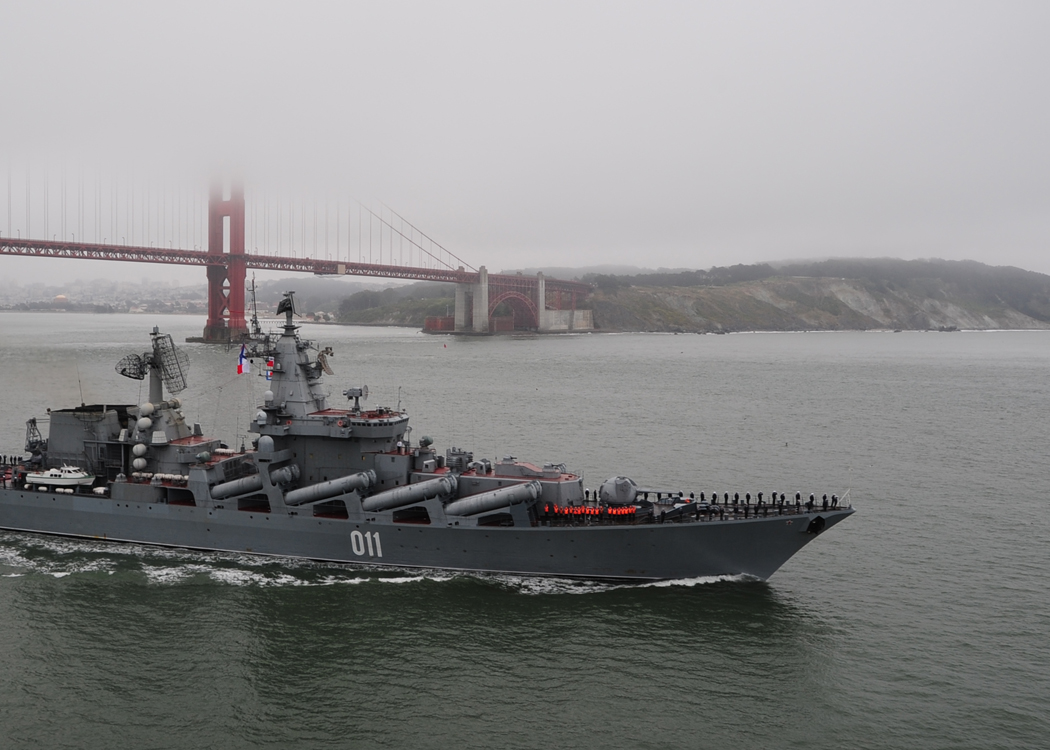
Krążownik „Wariag” podczas wizyty w San Francisco 25 czerwca 2010 r.

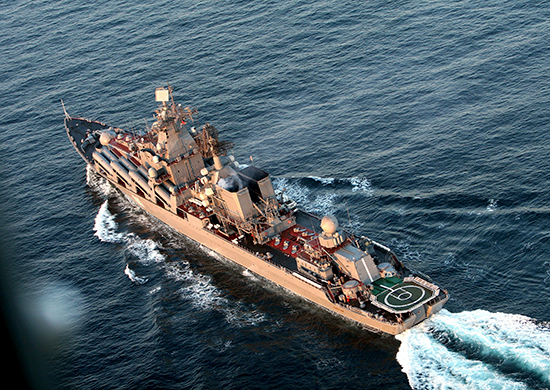
Krążownik „Wariag” w Zatoce Bengalskiej 5 grudnia 2020 r.

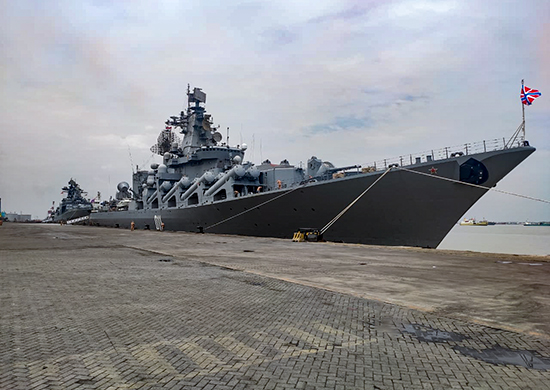
Krążownik „Wariag” podczas wizyty w Indonezji 14 grudnia 2020 r.

Rozpoczęcie budowy trzeciego okrętu projektu 1164, któremu nadano imię „Czerwona Ukraina”, miało miejsce w stoczni Sudobudiwnyj zawod imeni 61 Komunara w Mikołajowie w 1979 roku. Wodowanie nastąpiło w lipcu 1983 roku, wejście do służby 16 października 1989 roku. W porównaniu do dwóch wcześniejszych okrętów typu „Czerwona Ukraina” otrzymała nowszą wersję pocisków przeciwokrętowych P-500 Bazalt, znaną jako P-1000 Vulcan, o zwiększonym do 700 kilometrów zasięgu. Wstępne wskazywanie celów dla tych pocisków miało odbywać się za pomocą samolotów Tu-95, śmigłowców pokładowych lub satelitów rozpoznawczych .

## Służba
Po wejściu do służby okręt przydzielono do Floty Oceanu Spokojnego, gdzie wszedł w skład 173 Kamczackiej Brygady Okrętów Rakietowych. W jej składzie uczestniczył w ćwiczeniach i manewrach, podczas których zajmował czołowe pozycje w rywalizacji z innymi okrętami. W 1992 roku wszedł w skład rosyjskiej marynarki wojennej, a w 1996 roku jego nazwę zmieniono na „Wariag” .
W październiku 1999 roku brał udział w wizycie w Szanghaju z okazji 50. rocznicy powstania CHRL. W październiku 2002 roku gościł w Yokosuce z okazji 50. rocznicy powstania Japońskich Morskich Sił Samoobrony. W lutym 2004 roku uczestniczył w Inczonie w obchodach 100 rocznicy zatopienia krążownika „Wariag” w bitwie pod Czemulpo. W czerwcu 2010 roku „Wariag” gościł w San Francisco, była to pierwsza wizyta rosyjskiego okrętu w tym porcie od 147 lat. Podczas wizyty odsłonięto tablicę upamiętniającą sześciu rosyjskich marynarzy, którzy zginęli podczas gaszenia pożaru w San Francisco w 1863 roku .
W listopadzie 2013 roku okręt przebywał na Morzu Śródziemnym, gdzie gościł m.in. w egipskim porcie Aleksandria . W styczniu 2016 roku okręt ponownie przybył na Morze Śródziemne, gdzie stał się okrętem flagowym rosyjskich sił działających w rejonie Syrii . 8 września 2017 roku honorowy patronat nad załogą okrętu (szefostwo) objęło miasto Nogińsk.
W grudniu 2021 roku w związku z przygotowaniami do inwazji na Ukrainę wypłynął z niszczycielem „Admirał Tribuc” z Władywostoku na Morze Śródziemne, gdzie następnie działał, nie wpływając na Morze Czarne. Między innymi w lipcu 2022 okręty te śledziły amerykańską grupę lotniskowca USS „Harry S. Truman” (CVN-75) na Adriatyku.